# ريان نيكلسون
ريان نيكلسون هو فنان ماكياج وكاتب سيناريو ومخرج كندي، ولد في 1971 في فيكتوريا في كندا.

## وصلات خارجية
- ريان نيكلسون على موقع IMDb (الإنجليزية)
- ريان نيكلسون على موقع ألو سيني (الفرنسية)
- ريان نيكلسون على موقع أول موفي (الإنجليزية)
- ريان نيكلسون على موقع قاعدة بيانات الأفلام السويدية (السويدية)
- ريان نيكلسون على موقع قاعدة بيانات الفيلم (الإنجليزية)
- ريان نيكلسون على موقع كينوبويسك (الروسية)